# Kumar Pallana
Kumar Valavhadas Pallana (23 de dezembro de 1918 — 10 de outubro de 2013) foi um ator indiano.